# Ariyalur (dystrykt)

Dystrykt Ariyalur na mapie stanu Tamilnadu

Ariyalur – jeden z dystryktów stanu Tamilnadu (Indie). Jego stolicą jest miasto Ariyalur.
Powierzchnia dystryktu wynosi 1 937 km², populacja 695 524, w tym 616 539 ludności wiejskiej i 78 985 ludności miejskiej.
Dystrykt Ariyalur od północy i południowego wschodu graniczy z dystryktem Cuddalore, od wschodu z dystryktem Nagapattinam, od południowego wschodu i południa z dystryktem Thanjavur, od zachodu z dystryktami Tiruchirapalli i Perambalur (dystrykt).
Dystrykt znany jest z wydobywanego tam wapienia.
Inne ważne miasta to: Andimatam, Elakurichi, Gangaikondacholapuram, Jayamkondacholapuram, Kallakurichi, Kallattur, Kilpaluvur, Minsurutti, Paluvur, Ponparappi, Sendurai, Thirumazhapadi, Tirumanur, Udaiyarpalaiyam.
Główną atrakcją dystryktu jest świątynia Kaliyaperumal w mieście Ariyalur.